# Château d'Aunay
Ne doit pas être confondu avec Château d'Aunay-les-Bois.
Cet article possède un paronyme, voir Château d'Aunoy.
Le château d'Aunay est un ancien château fort médiéval, devenu château d'agrément au XVIe siècle. Il se trouve sur la commune d'Aunay-en-Bazois, dans la Nièvre, région du Morvan. Il resta jusqu'en 1963 la propriété des comtes d'Aunay.

## Architecture
Le bâtiment principal ainsi que les tours ont été construits au XVIe siècle puis remaniés au début du XVIIe siècle. Ce qui fait que son aspect militaire a pratiquement disparu. Le corps reliant les tours carrées ouest fut édifié au XVIIe siècle pour Charles de Mesgrigny, petit fils de Vauban. Les communs datent du XVIIe siècle mais ils furent remaniés dans les années 1780.
L'édifice, de plan régulier, se compose de deux étages et a été construit en moellons, enduits. La toiture est en ardoise et à longs pans.
Le château, y compris l'ensemble des boiseries, les lambris et tapisseries ornant le rez-de-chaussée et le premier étage, les communs, les fossés, la cour d'honneur, les jardins et le mur de clôture sont protégés aux monuments historiques par arrêté du 24 octobre 1988.
On voit encore les rainures où logeaient les bras du pont-levis, les trous pour le passage des chaînes et les fossés entourant le château.
De la première construction reste encore la cuisine voûtée d'arêtes, située à l'angle est du château, ainsi qu'une fenêtre donnant sur la cour. Les courtines furent démolies au XVIIe siècle pour faire place à deux bâtiments d'un étage à l'ouest et au nord, légèrement en retrait des tours. L'ancien porche est dans l'alignement du bâtiment nord et refait en plein cintre, le pont-levis est maintenant dormant.
Dans l'alignement des deux tours, le bâtiment ouest fut flanqué  un corps de bâtiment surmonté d'un fronton classique. Cette façade est percée de larges baies à petits carreaux dans la travée desquelles s'ouvrent des œils-de-bœuf.
Dans la salle à manger se trouve un buste en plâtre non signé.

## Grande Cour
Elle précède le château, et elle est encadrée par deux bâtiments d'une belle longueur servant d'orangerie et de communs qui datent du XVIIe siècle. Chaque année, le 17 mai, y sont présentés des orangers bicentenaires.

## Cour intérieure
Deux portails de petites dimensions surmontés d'un fronton brisé encadrant un édicule donnent accès au bâtiment nord. A l'angle des deux bâtiments se trouve une loggia sur trompe.

## Histoire
Le fief d'Aunay est dans la famille Pioche jusqu'au milieu du XVIe siècle. Au début, les seigneurs du lieu résidaient dans la partie du château qui prit le nom de « bas-fort » après qu'une forteresse appelée « haut-fort » eut été édifiée dans la seconde moitié du XVe siècle. Celle-ci fut endommagée pendant les guerres de religion, tandis que le bas-fort fut complètement détruit. Le haut-fort fut profondément remanié au XVIIe siècle, notamment par Jacques-Louis de Mesgrigny, comte d'Aunay qui, en 1680, épousa Charlotte Le Prestre, la fille aînée du maréchal de Vauban.
Aux Mesgrigny d'Aunay succéda, en 1738, Louis Le Peletier de Rosambo. Ce dernier épousa la fille de Jean-Charles de Mesgrigny, Aimée de Mesgrigny, qui lui apporta en dot tous les biens des Mesgrigny d'Aunay . Sa descendance, les Le Peletier d'Aunay, devait tenir le château d'Aunay jusqu'en 1963.
Actuellement, la famille de Bourgoing est propriétaire du château, qui ne se visite pas[réf. souhaitée].

## Seigneurs
- vers 1620 : Claude d'Aunay d'Epiry épouse Urbaine de Roumiers ;
- vers 1640 : leur fille, Jeanne d'Aunay d'Epiry (morte en 1682), épouse Sébastien Le Prestre de Vauban (1633-1707) le 25 mars 1660 ;
- 1670 : leur fille, Charlotte Le Prestre de Vauban (1661-1709), épouse Jacques-Louis de Mesgrigny le 15 novembre 1679 ;
- 1700 : leur fils, Jean Charles de Mesgrigny (1682-1763), comte d'Aunay, aide de camp du maréchal Vauban, épouse Angélique Cécile Raguier de Poussey le 13 septembre 1713 ;
- 1730 : leur fille, Marie Claire Aimée de Mesgrigny dame d'Aunay (1716-10 juillet 1761), épouse Louis IV Le Peletier de Rosanbo en 1738 ;
- 1760 : Charles-Louis-David Le Peletier de Rosanbo, second fils du précédent, hérite du titre et du comté d'Aunay de son grand-père et parrain, Jean Charles de Mesgrigny.
- 1780 : Charles-Louis-Marie Le Peletier, comte d'Aunay, fils ainé du précédent, époux de Marie Victurnienne Colbert de Maulevrier.

## Propriétaires depuis la Révolution
- jusqu'en 1963 : la Maison Le Peletier d'Aunay.